# Ingrid Ydén-Sandgren
Ingrid Ydén-Sandgren, född Ydén 16 augusti 1924 i Nynäshamn i Ösmo församling, död 8 juni 2019 i Ölmstads distrikt i Jönköpings län, var en svensk författare och översättare.
Hon var dotter till prosten Sven Ydén och Margit Liljedahl samt gifte sig 1958 med författaren Gunnar E. Sandgren (1929–2016).